# Monte España
Der Monte España ist ein schneebedeckter Berg im Zentrum der Lemaire-Insel vor der Danco-Küste des Grahamlands auf der Antarktischen Halbinsel. Seine Flanken sind abgesehen von einigen dunklen Felsvorsprüngen vereist.
Chilenische Wissenschaftler benannten ihn 1952.